# 関西学院大学ラグビー部
関西学院大学体育会ラグビー部（かんせい［くゎんせい］がくいんだいがくたいいくかいラグビーぶ、Kwansei Gakuin University Rugby Football Club）は、現在、関西大学ラグビーリーグ戦のAリーグに所属する関西学院大学のラグビー部。全国大学タイトル計1回（東西対抗1回、選手権なし）を誇る。

## 概要

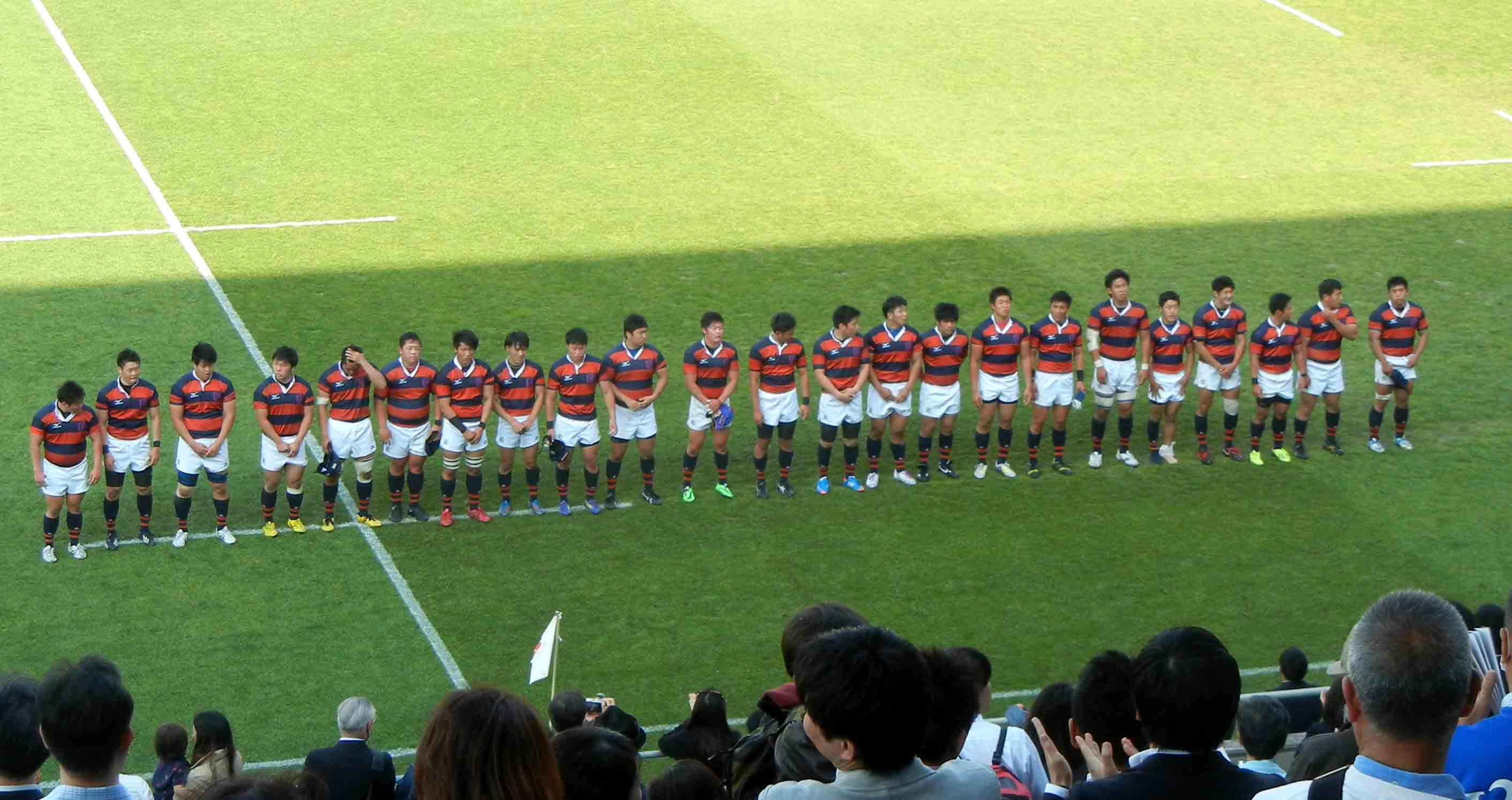
ノーサイド後観客席のファンに挨拶をする関西学院大学の選手達（2014年4月・関西学院創立125周年記念試合慶應義塾大学戦・秩父宮ラグビー場）

1928年に創部。昭和中期に東西対抗戦で優勝。数度にわたる関西制覇を成し遂げた強豪であった。しかし、1957年度に関西制覇を達成した後は低迷した。
1980年度にはBリーグに降格。その後、Cリーグに転落し長く低迷の時代が続いたが、2002年度に入替戦に勝利してAリーグに復帰。
2008年度には51年ぶりに関西大学ラグビーリーグで優勝、大学選手権で初勝利を挙げる。
翌2009年度も関西大学ラグビーリーグ戦で全勝優勝。古豪から強豪へと復活を果たしている。
2014年度も関西大学ラグビーリーグ戦で全勝優勝。しかし翌2015年度は最下位に終り、11年ぶりに入れ替え戦に回ったが、大阪体育大学を破って残留を果たした。

## 歴史
| 年表   | 沿革                                                                             |
| ------ | -------------------------------------------------------------------------------- |
| 1928年 | 創部。                                                                           |
| 1947年 | 関西初制覇。その後、1951年度まで関西で5連覇を達成する。 東西対抗戦で初優勝。     |
| 1954年 | 関西制覇。                                                                       |
| 1957年 | 関西制覇。                                                                       |
| 1970年 | 立命大に敗れてBリーグに降格。                                                    |
| 1976年 | 近畿大に勝利し、Aリーグに昇格。                                                  |
| 1980年 | 関西大に敗れてBリーグに降格。                                                    |
| 1994年 | 大産大に敗北し、Cリーグに降格。                                                  |
| 1996年 | Cリーグ2位でBリーグに自動昇格。                                                  |
| 2002年 | 大経大に勝利してAリーグに昇格。 大学選手権初出場。                               |
| 2008年 | 49年ぶりに同志社大を破る。 51年ぶりに関西制覇。 日体大を破り、大学選手権初勝利。 |
| 2009年 | 7戦全勝で2年連続となる関西制覇。5回目となる大学選手権出場を決める。              |
| 2014年 | 7戦全勝で5年振りに関西制覇。                                                     |

※年は全て年度。

## タイトル
- 関西大学ラグビーリーグ戦 : 10回
1947、1948、1949、1950、1951、1954、1957、2008、2009、2014
- 東西学生ラグビーフットボール対抗王座決定戦 ： 1回
1947

※年は全て年度。

## 戦績
近年のチームの戦績は以下のとおり。
    優勝      2位
| 年度 | 所属 | 勝敗   | 順位 | 監督     | 主将       | 備考                                     |
| ---- | ---- | ------ | ---- | -------- | ---------- | ---------------------------------------- |
| 1998 | B    | 5勝4敗 | 5位  | 大崎隆夫 | 小泉勝久   | －                                       |
| 1999 | B    | 8勝1敗 | 1位  | 大崎隆夫 | 窪田善仁   | 入替戦 15-24 摂南大学 ※Bグループ残留     |
| 2000 | B    | 7勝2敗 | 3位  | 大崎隆夫 | 田淵洋一   | －                                       |
| 2001 | B    | 9勝0敗 | 1位  | 大崎隆夫 | 山田真之   | 入替戦 27-32 大阪経済大学 ※Bグループ残留 |
| 2002 | B    | 8勝1敗 | 2位  | 大石修   | 福本浩兵   | 入替戦 42-26 大阪経済大学 ※Aグループ昇格 |
| 2003 | A    | 3勝4敗 | 5位  | 大石修   | 波佐間匡司 | 大学選手権 1回戦 15-85 早稲田大学        |
| 2004 | A    | 2勝5敗 | 7位  | 大石修   | 山口雄一   | 入替戦 27-18 大阪経済大学 ※Aグループ残留 |
| 2005 | A    | 2勝5敗 | 6位  | 金谷拓亮 | 平井祥寛   | －                                       |
| 2006 | A    | 2勝5敗 | 5位  | 金谷拓亮 | 松尾遼輔   | 大学選手権 1回戦 7-85 早稲田大学         |
| 2007 | A    | 3勝4敗 | 5位  | 牟田至   | 西尾風太郎 | 大学選手権 1回戦 12-60 東海大学          |
| 2008 | A    | 6勝1敗 | 1位  | 牟田至   | 室屋雅史   | 大学選手権 2回戦 12-44 法政大学          |
| 2009 | A    | 7勝0敗 | 1位  | 大崎隆夫 | 小原正     | 大学選手権 2回戦 29-62 明治大学          |
| 2010 | A    | 5勝2敗 | 2位  | 大崎隆夫 | 緑川昌樹   | 大学選手権 2回戦 12-62 早稲田大学        |
| 2011 | A    | 3勝4敗 | 5位  | 大崎隆夫 | 新里涼     | 大学選手権 1回戦 3-38 明治大学           |
| 2012 | A    | 5勝2敗 | 3位  | 萩井好次 | 藤原慎介   | 大学選手権 セカンドステージ敗退          |
| 2013 | A    | 4勝3敗 | 4位  | 野中孝介 | 畑中啓吾   | 大学選手権 セカンドステージ敗退          |
| 2014 | A    | 7勝0敗 | 1位  | 野中孝介 | 鈴木将大   | 大学選手権 セカンドステージ敗退          |
| 2015 | A    | 1勝6敗 | 8位  | 野中孝介 | 徳田健太   | 入替戦 56-19 大阪体育大学 ※Aグループ残留 |
| 2016 | A    | 1勝6敗 | 6位  | 大賀宏輝 | 清水晶大   |                                          |
| 2017 | A    | 3勝4敗 | 4位  | 牟田至   | 赤壁尚志   |                                          |
| 2018 | A    | 4勝3敗 | 4位  | 牟田至   | 勝川燿     |                                          |
| 2019 | A    | 4勝3敗 | 3位  | 牟田至   | 原口浩明   | 大学選手権 準々決勝 14-22 明治大学       |
| 2020 | A    | 2勝2敗 | 4位  | 小樋山樹 | 竹内海斗   |                                          |
| 2021 | A    | 0勝7敗 | 8位  | 小樋山樹 | 魚谷勇波   | 入替戦 48-17 大阪体育大学 ※Aグループ残留 |
| 2022 | A    | 3勝4敗 | 4位  | 小樋山樹 | 坂原春光   |                                          |
| 2023 | A    | 5勝2敗 | 3位  | 小樋山樹 | 兪瑛士     | 大学選手権 準々決勝 15-78 帝京大学       |
| 2024 | A    | 5勝2敗 | 4位  | 小樋山樹 | 平生翔大   |                                          |

## 部歌
「出陣の歌」

## 主な在籍選手
- 中田偲響（主将、PR / 東海大大阪仰星高）
- 小林典大（副将、FL・No.8 / 京都成章高）
- 武藤航生（副将、WTB・FB / 関西学院高）
- 吉長慶次朗（FWリーダー、FL / 大阪桐蔭高）
- 中俊一朗（BKリーダー、WTB・CTB / 東海大大阪仰星高）

## 在籍した選手
- 大塚卓夫（CTB、日本代表選手、サントリー / 北野中）
- 高岡晃一（CTB、日本代表選手 / 布施高）
- 南義明（旧姓：貝元、PR、元監督、日本代表選手、近鉄 / 尼崎中）
- 堀川文男（SH、旧姓：斉藤、日本代表選手、大阪府警 / 北野高）
- 牟田至（元監督、サントリー / 北野高）
- 菊池泰弘（MUFG RFC総括運営  / 今宮高）
- 藤瀬直樹（豊田通商BLUE WING監督）
- 中間祥治（SO、レークサイドラグビーフットボールクラブコーチ  / 西宮南高）
- 田淵洋一（2000年度主将、CTB、豊田通商BLUE WING → RED WING所属  / 関西学院高）
- 安部貴裕（門真ブルーソニックス所属、関西学院大学ラグビー部BKコーチ  / 大分上野丘高）
- 山田真之（2001年度主将、門真ブルーソニックス所属  / 関西学院高）
- 又野信彦（FB、マツダブルーズーマーズ所属  / 大津高）
- 三好友博（WTB、RED WING主務  / 京都八幡高）
- 高田大典（FB、サントリーフーズサンデルフィス所属  / 関西学院高）
- 石井隆広（SO、門真ブルーソニックス所属  / 東筑高）
- 入江和巳（PR、門真ブルーソニックス所属  / 明石清水高）
- 小原哲郎（CTB、門真ブルーソニックス所属  / 関西学院高）
- 高田祐樹（SH、門真ブルーソニックス所属  / 関西学院高）
- 尾池亮介（LO、門真ブルーソニックス所属  / 清水谷高）
- 奥河圭介（SH、門真ブルーソニックス所属  / 鳴尾高）
- 野中壮太（FB、六甲ファイティングブル → 東京六甲クラブ所属  / 関西学院高）
- 松川太郎（FL・LO、NTTドコモレッドハリケーンズ所属 / 長崎北高）
- 岡島圭甫（SO、豊田通商BLUE WING所属  / 関西学院高）
- 西尾風太郎（2007年度主将、WTB、東京ガスラグビー部所属 / 啓光学園高）
- 新井泰信（LO、RED WING所属  / 関西学院高）
- 有馬克全（FL、RED WING所属、選手兼監督  / 関西学院高）
- 下田絋郎（CTB、レフリー  / 関西学院高）
- 松本大樹（門真ブルーソニックス所属  / 筑紫高）
- 鎌田幸成（LO、日比谷ラグビーフットボールクラブ所属  / 関西学院高）
- 河野真人（No.8、Blue Hawks所属 / 國學院大學久我山高）
- 後藤慶太（FL、三菱電機メルコダイヤモンズ所属  / 大分舞鶴高）
- 山出谷憲典（No.8、RED WING所属  / 大阪桐蔭高）
- 堂山泰宏（PR、大阪府警察ラグビー部所属  / 東福岡高）
- 平岡翔太郎（CTB、中部電力ラグビー部所属  / 千種高）
- 元木泰造（PR、三菱電機メルコダイヤモンズ所属  / 関西学院高）
- 小原正（2009年度主将、LO、福岡銀行ブルーグルーパーズ所属  / 東筑高）
- 岡本隆太郎（PR、栗田工業ウォーターガッシュ → 日本IBMビッグブルー所属 / 國學院大學久我山高）
- 北野慎平（LO、豊田通商BLUE WING所属  / 関西学院高）
- 御野悠昇（HO、三菱電機メルコダイヤモンズ所属  / 住吉高）
- 呉政俊（LO、豊田通商BLUE WING所属  / 関西学院高）
- 西川征克（FL、サントリーサンゴリアス所属 / 東海大仰星高）
- 田中健太（CTB、クボタスピアーズ所属 / 大工大高）
- 山本有輝（FL、六甲ファイティングブル所属  / 大阪桐蔭高）
- 緑川昌樹（2010年度主将、HO、NTTドコモレッドハリケーンズ所属 / 東海大仰星高）
- 皆越翔（FB、門真ブルーソニックス所属  / 関西学院高）
- 片岡将（CTB、栗田工業ウォーターガッシュ → 釜石シーウェイブスRFC所属 / 高松北高）
- 河合星（HO、芦屋クラブ所属  / 関西学院高）
- 住屋昴己（六甲ファイティングブル所属  / 長崎北陽台高）
- 竹内仁一（LO、三菱電機メルコダイヤモンズ所属  / 関西学院高）
- 長野直樹（WTB・FB、7人制日本代表選手、サントリーサンゴリアス所属 / 関西学院高）
- 渕本伸二郎（SO、栗田工業ウォーターガッシュ所属 / 東福岡高）
- 與座大樹（WTB、Blue Arrows → 三菱重工長崎ラグビー部所属  / 関西学院高）
- 新里涼（2011年度主将、SO・CTB、大阪府警察ラグビー部所属 / 大工大高）
- 芦田一顕（SH、サントリーサンゴリアス所属 / 東海大仰星高）
- 小原渉（FL・No.8、九州電力キューデンヴォルテクス所属  / 東筑高）
- 川口要（SO・CTB、三善クラブ所属  / 関西学院高）
- 菅秀平（FL、MUFG RFC所属  / 國學院大學久我山高）
- 小樋山樹（SO、栗田工業ウォーターガッシュ → NTTドコモレッドハリケーンズ所属 / 関西学院高）
- 下條祐太（HO、新日鉄住金八幡ラグビー部所属  / 東福岡高）
- 高橋樹（PR、六甲ファイティングブル所属  / 天理高）
- 張泰堉（PR、NTTドコモレッドハリケーンズ所属  / 大阪朝鮮高）
- 中江翔平（No.8、六甲ファイティングブル所属  / 関西学院高）
- 西川朋希（FL、六甲ファイティングブル → RED WING所属  / 東海大仰星高）
- 萩克成（FL、神奈川タマリバクラブ所属  / 桐蔭学園高）
- 村本聡一郎（WTB、ハーフブラックス所属  / 大分舞鶴高）
- 藤原慎介（2012年度主将、LO、栗田工業ウォーターガッシュ所属 / 神戸市立六甲アイランド高等学校）
- 安部都兼（LO、六甲ファイティングブル所属  / 甲南高）
- 永渕雅大（LO、豊田通商BLUE WING所属  / 明善高）
- 小川晃平（CTB、六甲ファイティングブル所属  / 関西学院高）
- 小川知樹（FL、秋田ノーザンブレッツラグビーフットボールクラブ → 三菱重工相模原ダイナボアーズ所属 / 國學院大學久我山高）
- 康貴碩（FL、サントリーフーズサンデルフィス所属  / 大阪朝鮮高）
- 幸田雄浩（PR、ユニチカ・フェニックス所属  / 東福岡高）
- 里深優太（CTB、三菱自動車京都レッドエボリューションズ所属  / 聖パウロ学園高）
- 重田翔太（No.8、大阪府警察ラグビー部所属 / 東海大仰星高）
- 首藤聡一郎（WTB、吉四六クラブ所属  / 大分上野丘高）
- 土本佳正（SO、RED WING所属  / 名古屋高）
- 中西健太（SH、大阪府警察ラグビー部所属 / 尾道高）
- 春山悠太（SH、トヨタ自動車ヴェルブリッツ所属  / 天理高）
- 松延泰樹（CTB、東芝ブレイブルーパス所属 / 東海大仰星高）
- 與座幹太（LO、六甲ファイティングブル所属  / 関西学院高）
- 畑中啓吾（2013年度主将、WTB、中国電力レッドレグリオンズ所属 / 東海大仰星高）
- 粟田祥平（WTB、ヤマハ発動機ジュビロ所属  / 千里高）
- 三井健太郎（LO、福岡銀行ブルーグルーパーズ所属  / 小倉高）
- 湯浅航平（SH、トヨタ自動車ヴェルブリッツ所属  / 京都成章高）
- 浅井佑輝（HO、中国電力レッドレグリオンズ所属  / 関西学院高）
- 浅野啓太（FB、S.F.C所属  / 関西学院高）
- 伊藤功樹（CTB、MUFG RFC所属  / 関西学院高）
- 金寛泰（PR、東芝ブレイブルーパス所属  / 大阪朝鮮高）
- 玉井希絵（LO、ORSレディース所属  / 松阪高）
- 德永祥尭（FL、東芝ブレイブルーパス所属  / 関西学院高）
- 原田陽平（LO・FL、レークサイドラグビーフットボールクラブ所属  / 関西学院高）
- 日名子千里（WTB・CTB、東芝大分ラグビー部所属  / 東福岡高）
- 徳田健太（2015年度主将、SH、神戸製鋼コベルコスティーラーズ所属  / 関西学院高）
- 鳥飼誠（CTB、中国電力レッドレグリオンズ所属 / 東海大仰星高）
- 清水晶大（2016年度主将、SO/CTB、神戸製鋼コベルコスティーラーズ所属 / 京都成章高）
- 佐々木周平（WTB、清水建設江東ブルーシャークス所属 / 常翔学園高）
- 岡部崇人（HO、キヤノンイーグルス所属 / 上宮高）
- 香川凜人（SH、宗像サニックスブルース所属 / 東海大仰星高）
- 杉原立樹（LO・No8、ヤマハ発動機ジュビロ所属 / 尾道高）
- 中孝祐（WTB、7人制日本代表、神戸製鋼コベルコスティーラーズ所属 / 東海大仰星高）
- 山内俊央（SH、NTTドコモレッドハリケーンズ所属  / 関西学院高）
- 山本悠大（CTB、豊田自動織機シャトルズ所属 / 東海大仰星高）
- 小寺晴大（PR、豊田自動織機シャトルズ所属 / 関西学院高）
- 奥平湧（WTB・FB、7人制日本代表、三菱重工相模原ダイナボアーズ所属 / 尾道高）
- 呉嶺太（SO、NTTドコモレッドハリケーンズ大阪所属 / 大阪朝鮮高）
- 松田進太郎（FL、中国電力レッドレグリオンズ所属 / 京都成章高）
- 齊藤遼太（PR、清水建設江東ブルーシャークス所属 / 関西学院高）
- 坂原春光（2022年度主将、SH・SO、清水建設江東ブルーシャークス / 東海大大阪仰星高）
- 本山峻也（CTB、マツダスカイアクティブズ広島 / 関西学院高）
- 豊永慎之佑（PR、レッドハリケーンズ大阪所属 / 大分舞鶴高）
- 冨岡周（CTB、レッドハリケーンズ大阪所属 / 御所実業高）
- 金築達也（SH、清水建設江東ブルーシャークス所属 / 報徳学園高）
- 泉谷尚輝（SO、ヤクルトレビンズ戸田 / 東海大大阪仰星高）
- 平生翔大（2024年度主将、HO、東京サントリーサンゴリアス所属 / 関西学院高）
- 松本壮馬（CTB、浦安D-Rocks所属 / 石見智翠館高）
- 黄世邏（PR、NECグリーンロケッツ東葛所属 / 中部大春日丘高）
- 川村祐太（CTB、レッドハリケーンズ大阪所属 / 関西学院高）
- 山本快（WTB・CTB、クリタウォーターガッシュ昭島所属 / 関西学院高）

## 所在地
- 兵庫県西宮市上ヶ原一番町1-155　関西学院大学第二フィールド